# Diaporus obesus
Diaporus obesus är en mångfotingart som först beskrevs av Carl Graf Attems 1952.  Diaporus obesus ingår i släktet Diaporus och familjen Spirostreptidae. Inga underarter finns listade i Catalogue of Life.